# 久吉亚尔
久吉亚尔（Jugial），是印度旁遮普邦Gurdaspur县的一个城镇。总人口16664（2001年）。

## 人口
该地2003年总人口16664人，其222中男性9081人，女性7583人；0—6岁人口1795人，其中男1060人，女735人；识字率78.94%，其中男性为81.48%，女性为75.89%。